# Pennella instructa
Pennella instructa är en kräftdjursart som beskrevs av C. B. Wilson 1917. Pennella instructa ingår i släktet Pennella och familjen Pennellidae. Inga underarter finns listade i Catalogue of Life.